# Lomonosove, Nîjnohirskîi
Lomonosove (în ucraineană Ломоносове) este un sat în comuna Jeleabovka din raionul Nîjnohirskîi, Republica Autonomă Crimeea, Ucraina.

## Demografie
Componența lingvistică a localității Lomonosove
     Ucraineană (40,56%)
     Tătară crimeeană (33,07%)
     Rusă (26,24%)
Conform recensământului din 2001, nu exista o limbă vorbită de majoritatea populației, aceasta fiind compusă din vorbitori de ucraineană (40,56%), tătară crimeeană (33,07%) și rusă (26,24%).